# Eunidia haplotrita
Eunidia haplotrita là một loài bọ cánh cứng trong họ Cerambycidae.